# Mesochora
Mesochora  este un oraș în Grecia în prefectura Trikala.